# Marion, South Carolina
Marion är administrativ huvudort i Marion County i den amerikanska delstaten South Carolina. Orten hette ursprungligen Gilesborough. Det officiella namnbytet till Marion efter general Francis Marion skedde år 1847.